# Danilo Kiš
Danilo Kiš (Subotica, 22. veljače 1935. – Pariz, 15. listopada 1989.) bio je srbijanski 
 književnik židovskog podrijetla.

## Životopis

### Mladost i obrazovanje
Danilo Kiš rođen je u Subotici 1935. godine, od oca Eduarda, višeg inspektora državnih željeznica i autora Jugoslavenskog voznog reda željezničkog, autobusnog, brodskog i zračnog prometa i majke Milice Dragićević, Crnogorke s Cetinja. Roditelji su mu se upoznali kad mu je mati bila u posjetu sestri u Subotici. Osnovnu školu pohađao je u Mađarskoj, a gimnaziju na Cetinju. Njegov je otac uhićen 1944. godine u jednoj antisemitskoj raciji i odveden u Auschwitz, gdje je ubijen zajedno s tisućama drugih Židova. Ostatak obitelji Crveni križ odvodi u Crnu Goru, na Cetinje, u zavičaj Danilove majke. Tu Danilo dovršava gimnazijsko školovanje. Godine 1954. upisao se na Filozofski fakultet Sveučilišta u Beogradu, a 1958. godine diplomirao je na novoosnovanoj skupini za opću književnost, čime je postao njezin prvi diplomant.

### Književni rad
Rano se dokazao kao vrsni prevoditelj s francuskog i mađarskog jezika. Godinama je živio kao književnik i prevoditelj, a jedno vrijeme je vodio i međunarodnu suradnju u Udruzi književnika Srbije. Niz godina radio je i kao lektor za srpsko-hrvatski jezik i književnost u Strasbourgu, Bordeauxu i Lilleu. Za dopisnog člana Srpske akademije znanosti i umjetnosti izabran je 1988. godine. 
Posljednjih godina života živio je kao književnik u Parizu i Beogradu. Umro je u Parizu 15. listopada 1989. godine od raka pluća koji mu je dijagnosticiran u jesen 1986. godine. Pokopan je u Beogradu, na Novom groblju.

## Djela
Danilo Kiš je pisao pripovijetke, romane, drame, pjesme, eseje i polemičke rasprave, a prevodio je s ruskog, mađarskog, francuskog i engleskog jezika. Njegova prva knjiga objavljena je 1962. godine, a sadrži dva kratka romana: Mansarda i Psalam 44. Najviša čitateljska priznanja i istinsku slavu dobio je za roman Bašta, pepeo (1965.).
Sabrana djela Danila Kiša, objavljena 1983. godine, obuhvaćaju deset svezaka. To su: Mansarda, Psalam 44, Rani jadi, Bašta, pepeo, Peščanik, Noć i magla, Grobnica za Borisa Davidoviča, Čas anatomije, Homo poeticus i Enciklopedija mrtvih.
Posmrtno su mu objavljene knjige: Život, Literatura, Gorki talog iskustva, Pjesme i pripjevi, Lauta i ožiljci.

## Nagrade
- 1972.: NIN-ova nagrada, za roman Peščanik
- 1977.: Nagrada Ivan Goran Kovačić, za knjigu pripovijedaka Grobnica za Borisa Davidoviča
- 1978.: Nagrada Željezare Sisak, za esejističko-polemički spis Čas anatomije

## Spomen
- Od 2012. godine subotička Fondacija za omladinsku kulturu i stvaralaštvo nosi ime Danila Kiša[1]

## Vanjske poveznice
Mrežna mjesta
- Stranica posvećena Danilu Kišu (srp.)
- www.danilokis.org  Arhivirana inačica izvorne stranice od 7. listopada 2010. (Wayback Machine) (srp.)
- Aleksandar Hemon, Čiji je pisac Danilo Kiš, Sarajevske sveske 8-9/2005. (IA)
- Mark Thompson: Najveći grijeh Danila Kiša, Globus, 24. srpnja 2013., (IA)
- Mark Thompson, O književnosti Danila Kiša - više biblijski nego balkanski, radio gornji grad, 22. veljače 2014. (IA)
- Emina Adilović, Danilo Kiš, Božji arhivar, preokret.info, objavljeno 22. studenoga 2020. (IA)
- Davor Beganović, O kulturalnom pamćenju u djelu Danila Kiša, 2005. (IA)